# Projektierung
Eine Projektierung ist die Vorbereitung eines Ereignisses, eines Prozesses oder eines realen Konstruktes. Der Begriff wird für die Erstellung von technischen (oder anderen) Unterlagen für die Planung und Präsentation von Prozessen, z. B. im Anlagenbau oder im Verkehrs- und Bauwesen verwendet. Bei heutigen Projektierungen ist meist auch (jedenfalls in der Schlussphase) eine computergestützte Visualisierung erforderlich.

## Verkehrs- und Bauwesen, Industrie
Für jede Projektierung sind zu Beginn die Erfordernisse, Zielvorstellungen und Ressourcen zu klären, weiters die Verfügbarkeit der nötigen Basisdaten. Letztere sind z. B. für große Projekte im Hochbau oder für die Trassierung von Verkehrswegen ein digitales Geländemodell, die Eigentumsverhältnisse (Grundbuch), das Bedarfs- sowie Finanzierungsmodell usw.; für Industrieanlagen oder Maschinenbau unter anderem die Stabilität des Gebäudes oder Auflagen für den Umweltschutz.

## Maschinenbau und Automatisierungstechnik
In den Bereichen Maschinenbau und Automatisierungstechnik werden unter Projektierung alle planenden Arbeitsvorgänge verstanden, die von der Angebotsphase bis hin zur vollständigen Inbetriebnahme der Steuerung bzw. Anlage auszuführen sind.

## Datenbanken
Den Vorgang der Zurverfügungstellung der Daten für eine Datenbank bezeichnet man unter anderem auch als Projektierung. Im Rahmen der Projektierung werden Daten manuell erfasst und eingegeben oder automatisiert aus anderen Systemen und Datenbanken importiert. Zusätzlich werden die projektierten Daten auf ihre  Konsistenz und fachliche Richtigkeit hin analysiert und gegebenenfalls verändert. 

Im sogenannten ETL-Prozess (Extract, Transform, Load) werden Daten aus mehreren, auch unterschiedlich strukturierten Datenquellen in einer Zieldatenbank vereinigt.